# Mohammad Safadi
Pour les articles homonymes, voir Safadi.
Mohammad Safadi, né le 28 mars 1944 à Tripoli, est un homme politique et homme d’affaires libanais.

## Biographie
Safadi est diplômé de la Brummana High School (en) en 1962 et obtient un diplôme en gestion des entreprises de l’université américaine de Beyrouth en 1968.
Il commence en travaillant dans le commerce à Tripoli puis à Beyrouth. En 1975, il part pour l’Arabie saoudite. Il investit dans le domaine des banques, des nouvelles technologies, de l’aviation et de l’immobilier, dans plusieurs pays arabes et européens.
Il est élu pour la première fois député sunnite de Tripoli en 2000, et forme avec deux autres députés, Mohammad Kabbara et Maurice Fadel le Bloc tripolitain. Après une posture prosyrienne modérée, le Bloc tripolitain se rapproche des forces de l’opposition après l’assassinat de Rafiq Hariri.
En 2000, il crée la Fondation Safadi.
C’est allié à l'Alliance du 14-Mars que Safadi est réélu député de Tripoli. C’est le candidat qui obtient le plus de voix dans la liste.
Il est nommé ministre du Transport et des Travaux publics dans le gouvernement de Fouad Siniora en juillet 2005, puis ministre de l'Économie et du Commerce en juillet 2008.
Le 17 novembre 2019, dans le contexte des manifestations de 2019 au Liban, il renonce à devenir président du Conseil des ministres.
Il est marié à Violette Khairallah.